# Chilasa clytia
Chilasa clytia is een vlinder uit de familie van de pages (Papilionidae). De wetenschappelijke naam werd gepubliceerd in 1758, als Papilio clytia, door Carl Linnaeus in de tiende editie van Systema naturae.

## Kenmerken
De spanwijdte bedraagt tussen de 108 en 121 millimeter. Deze vlinder draagt geen staarten aan de achtervleugels.
De Engelse naam van de soort is Common mime en deze naam verwijst naar de mimicry van deze soort. Er zijn diverse verschijningsvormen van de soort beschreven. De bekendste zijn de vorm clytia die sterk lijkt op Euploea core en de vorm dissimilis die sterk lijkt op Tirumala limniace. De pop vertoont weer een geheel andere vorm van camouflage en lijkt op een stukje dood hout.

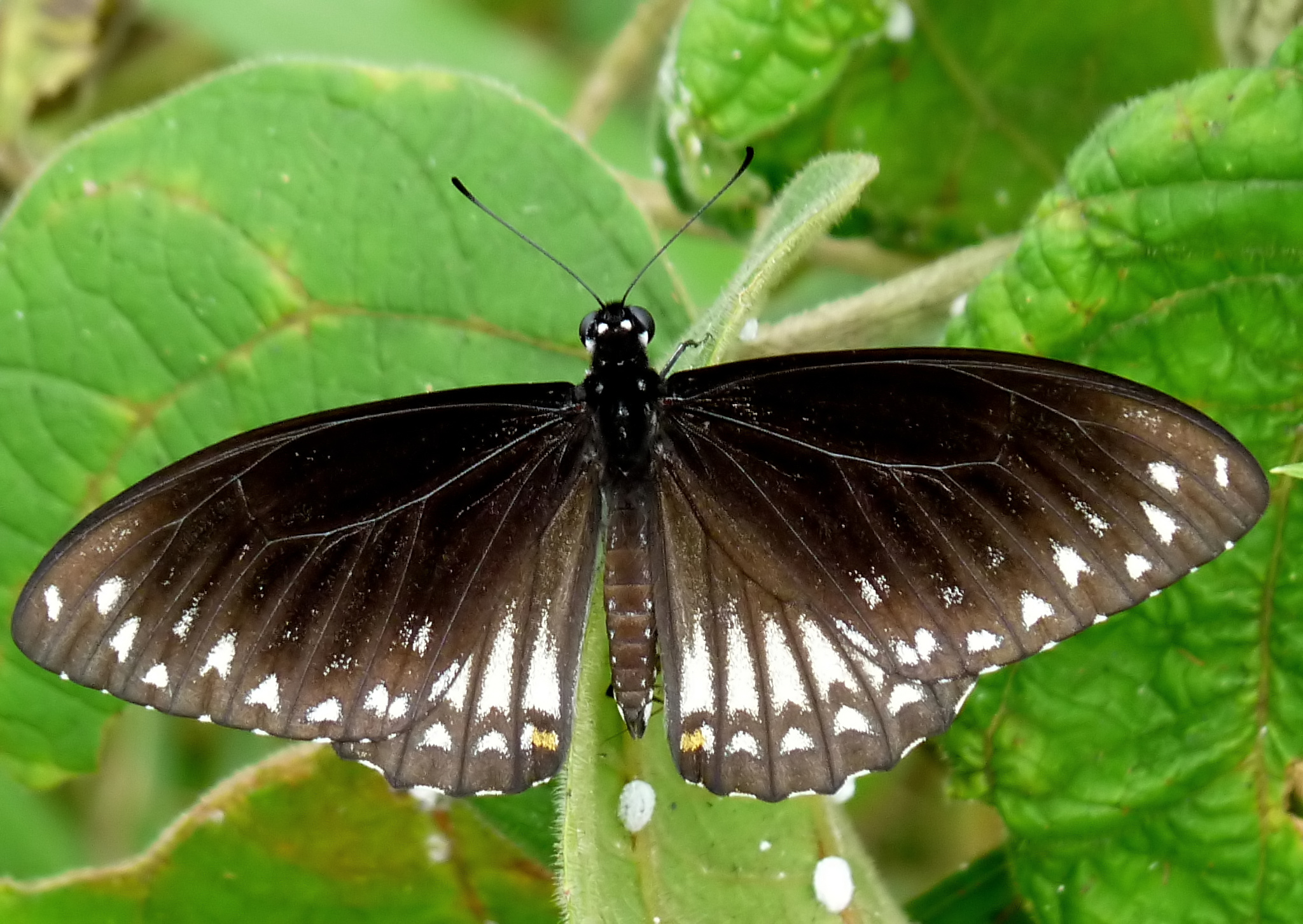
vorm clytia
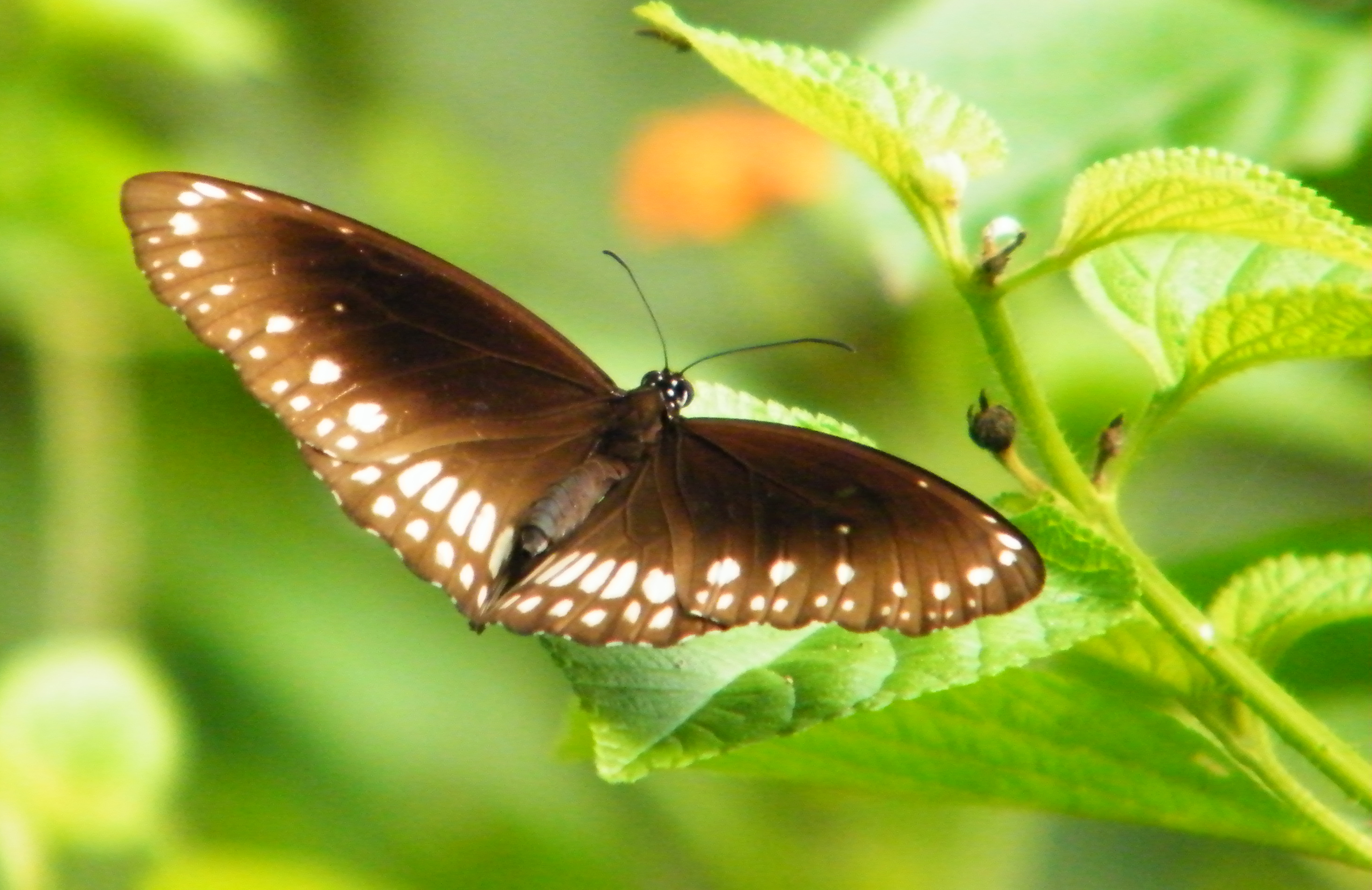
Euploea core

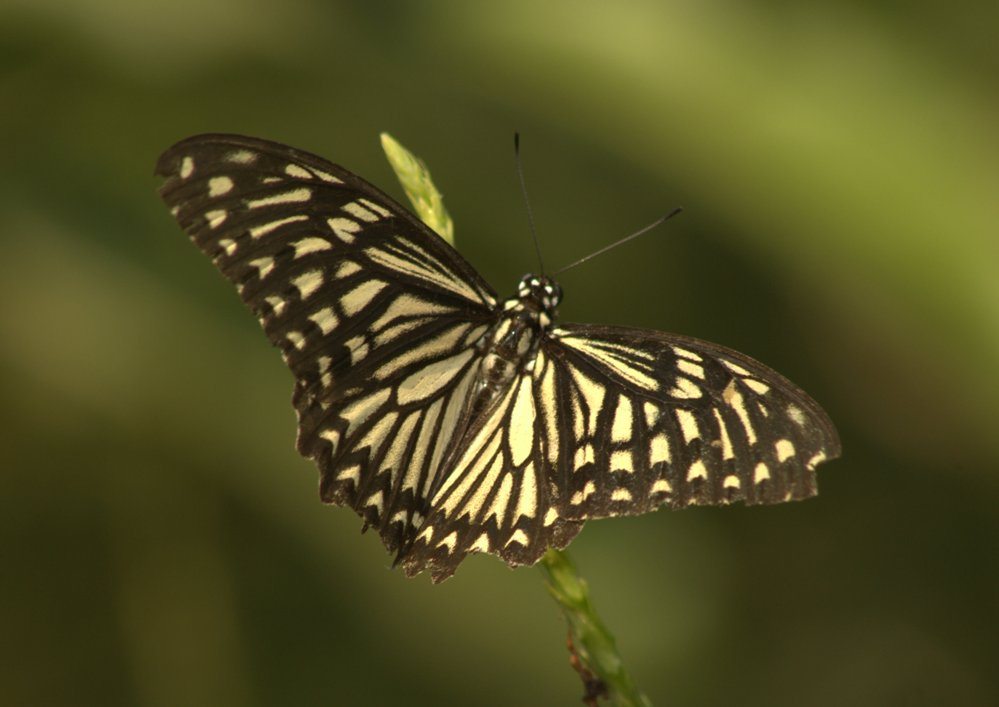
vorm dissimilis
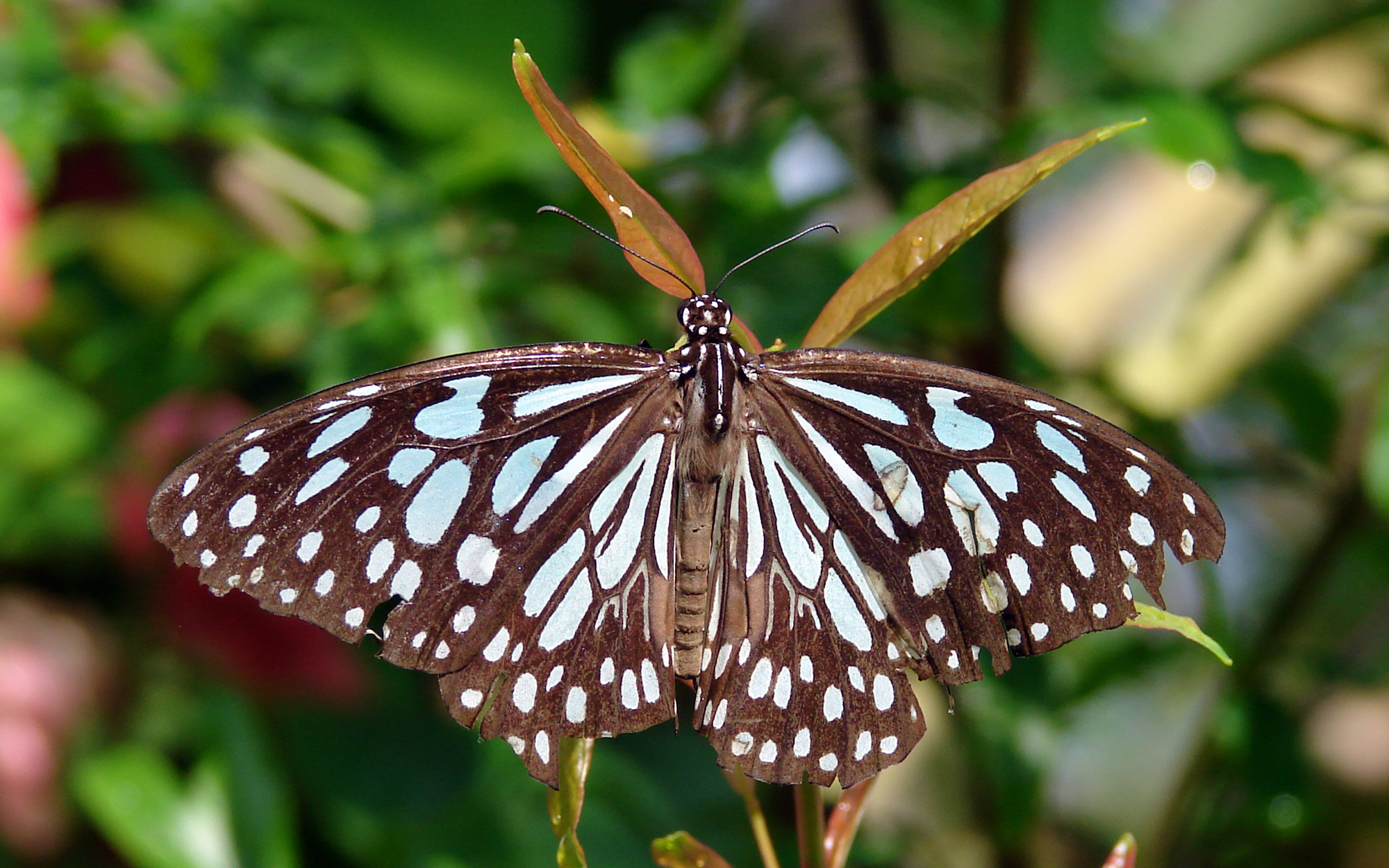
Tirumala limniace
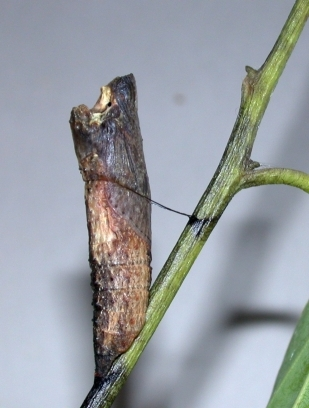
Pop

## Verspreiding en leefgebied
Deze vlindersoort komt voor in India, China, Thailand, Maleisië en op veel eilanden van Indonesië en de Filipijnen.

## Rups en waardplanten
De waardplanten zijn soorten van de laurierfamilie, onder andere Alseodaphne semicarpifolia, Cinnamomum camphora (kamferboom), Cinnamonum macrocarpum, Litsea chinensis, Litsea deccansis en Tetranthera apetala.